# Novacio
San Novacio (muerto en 151) es un santo cristiano. Su festividad se celebra el 20 de junio.

## Biografía
Novacio y su hermano, el mártir Timothus, eran hijos de los santos san Pudens y Claudia Rufina y hermanos de las santas Pudenciana y Praxedes. Su abuelo paterno era Quintus Cornelio Pudens, el senador romano, quien junto a su esposa Priscila estaban entre los primeros conversos de San Pedro en Roma y en cuya casa moraron mientras estuvieron en esa ciudad. Se cree que una parte de la estructura moderna de la iglesia de Santa Pudenziana (Vía Urbana) es parte del palacio senatorial o de los baños construidos por Novacio.
Según el historiador del siglo V Filostorgio, Novacio era de origen frigio.